# 频谱分析仪

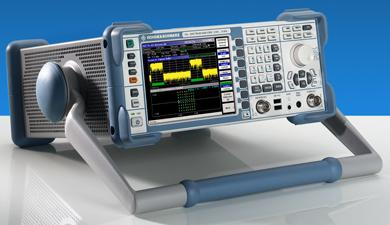
一台2005年的频谱分析仪

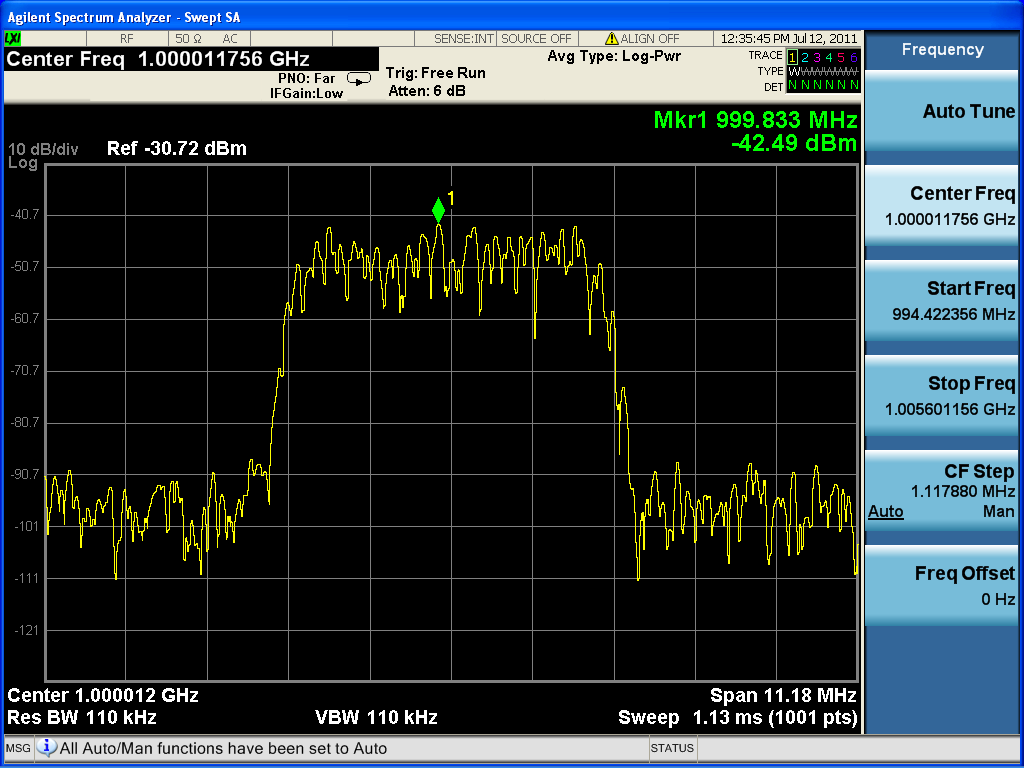
现代频谱分析仪的显示

频谱分析仪（英語：Spectrum analyzer），是在其频率范围内测量输入信号的频谱（幅值-频率关系）之儀器。它的主要作用是测量信号的功率谱。频谱分析仪的输入信号是电信号。但是若配合合适的传感器，也可以测量声波、光波等其他信号的频谱。也有专门的光谱分析仪，能够用单色器之类的光学技术直接测量光波的频谱。
通过分析电子信号，可以在频谱中观察到其主要频率、功率、失真、谐波、带宽，和其它频谱分量。这些，在时域波形中是不容易被探测到的。这些参数在描述无线发射器等电子设备的特性时是有用的。
频谱分析仪显示的是在水平轴上的频率和垂直轴上的幅度。不经意地看，频谱分析仪像是示波器。事实上，一些实验室仪器在功能上既可以作为示波器，又可以作为频谱分析仪。

## 历史

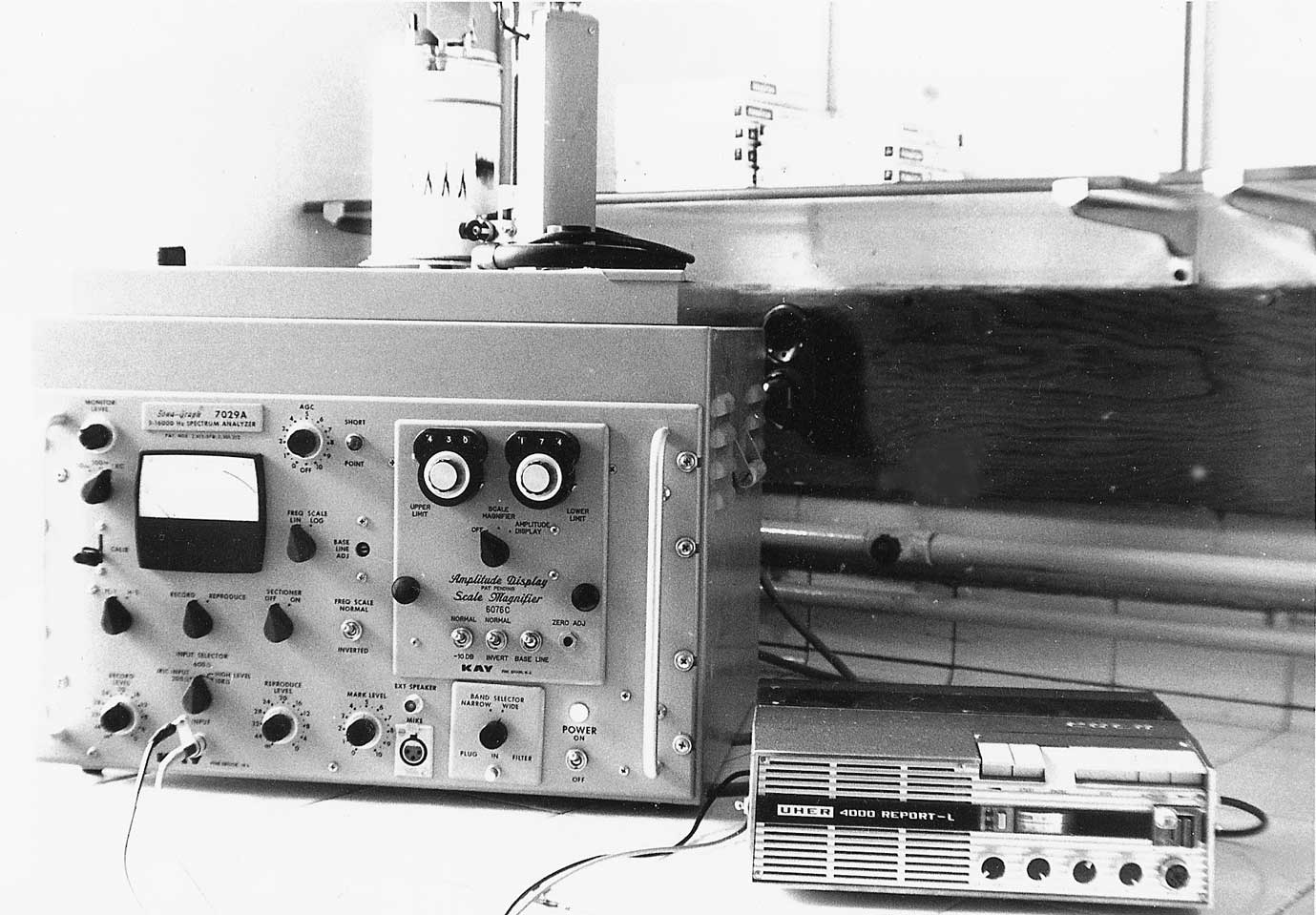
一台1970年的频谱分析仪

在1960年代，扫描调谐仪器作为第一个频谱分析仪被发明了出来。
随着1965年快速傅立叶变换（FFT）技术的发明，第一个基于FFT的分析仪在1967年被引入。
今天，频谱分析仪有三种基本类型：扫描调谐频谱分析仪，矢量信号分析仪，和实时频谱分析仪。

## 类型

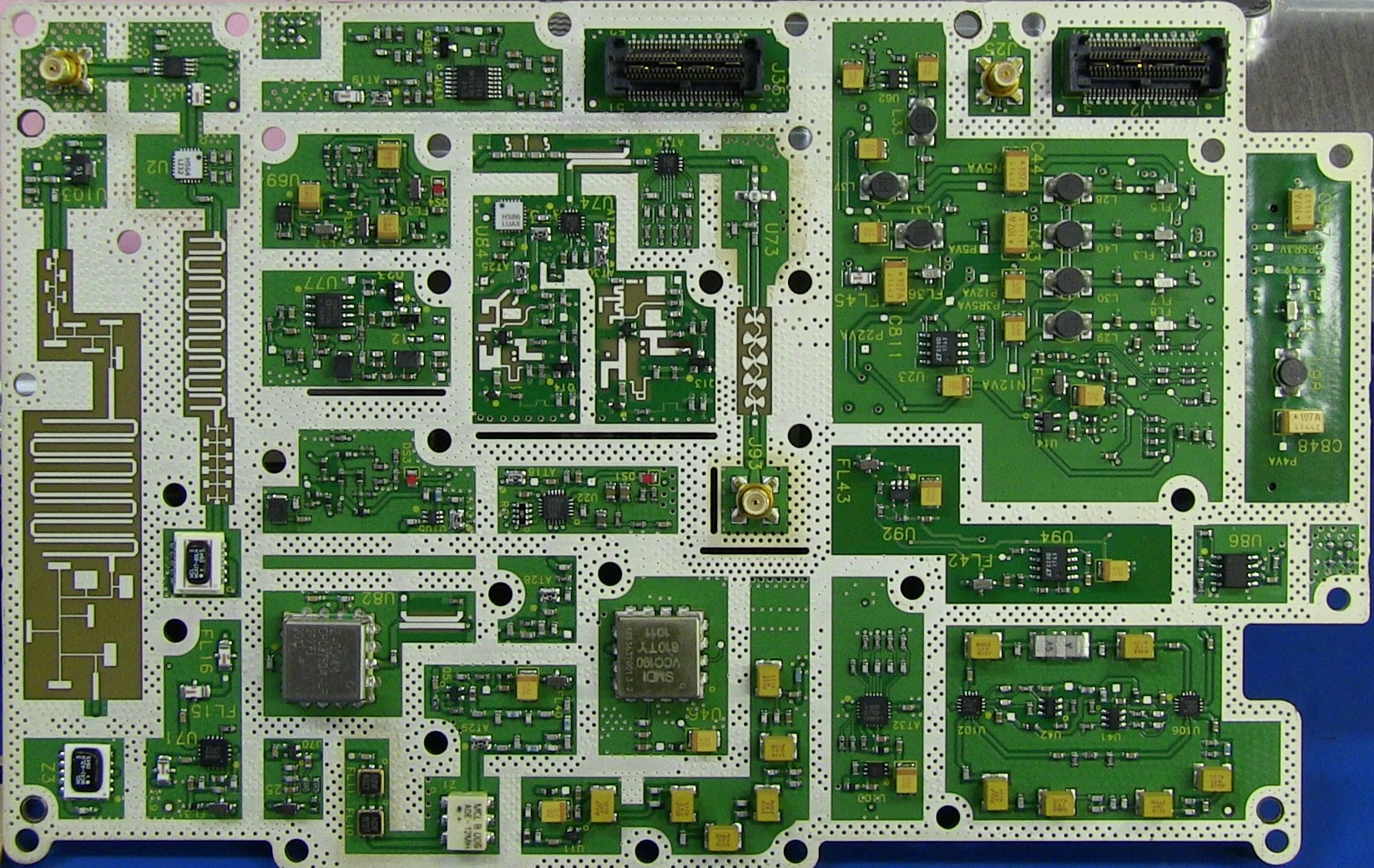
20 GHz频谱分析仪的主印刷电路板。照片中显示出了分布元件滤波器，和模块化的构造

频谱分析仪类型由用于获得信号的频谱的方法所决定的。有扫描调谐和基于FFT的频谱分析仪：
- 扫描调谐频谱分析仪
- 基于FFT的频谱分析仪

某些频谱分析仪，如实时频谱分析仪，使用混合技术：对于输入信号，首先使用超外差技术下变频到较低的频率，然后利用快速傅立叶变换（FFT）技术进行分析。

## 外形规格
频谱分析仪往往分为四个外形规格：台式，便携式，手持式和联网式。

### 台式
台式频谱分析仪一般会插上交流电源，在实验室或者生产环境中使用。在历史上，台式频谱分析仪的性能要优于手持式或者便携式。台式频谱分析仪通常还会安装数个风扇以排散中央处理器产生的热量。受结构影响，台式频谱分析仪通常重达30英磅（14）。还有一些台式频谱分析仪安装了电池组，所以能够不插电使用，这些常被叫做“便携式”频谱分析仪。

### 便携式
如果要在室外测量或者在使用中搬动的话，就要用到便携式频谱分析仪。好用的便携式频谱分析仪具有以下特点：
- 可以由电池供电，这样就可以在外面使用
- 屏幕能够在阳光下、暗处或者多灰的地方清晰的显示
- 轻便（重量通常少于15英磅（6.8））

### 手持式
有些应用场景要求频谱分析仪轻便小巧，手持式频谱分析仪就满足了这种要求。和更大型的测量系统相比，手持式频谱分析仪的测量能力很有限。好用的手持式频谱分析仪具有以下特点：
- 功耗极低
- 电池或USB供电，能够在外面使用
- 尺寸极小
- 轻便（重量通常小于2英磅（0.9））

### 联网式
这种规格的频谱分析仪没有显示器，它是为地理位置分散分布的新型频谱监视和分析系统设计的。它的关键特点是能够连上网络，而且使用者能用网络分析和监控这些设备。很多频谱分析仪都安装有用于控制的以太网口，但是这些频谱分析仪往往笨重昂贵，不适合以分布式的方式使用。在安全设施的射频入侵检测系统当中，发射无线信号是被禁止的，而联网式频谱分析仪就可以在类似这样的场合中发挥作用。类似的使用场景还有：蜂窝电话的管理者用这样的分析仪远程监控授权频段的干扰等等。联网式频谱分析仪的分布式特性使得发射机定位、动态频谱接入中的频谱检测和很多其它类似应用成为可能。
联网式频谱分析仪的重要特点包括：
- 高效的网络数据传输
- 低功耗
- 在一个分析仪网络中同步数据采集
- 低成本以大量部署

## 参看
- 电磁波谱
- 频谱图
- 光谱仪
- 邏輯分析儀